# Falco Werkentin
Falco Egmont Werkentin (* 10. November 1944 in Tangermünde; † 20. August 2023) war ein deutscher Soziologe und Historiker. Schwerpunkte seiner Forschung waren die Polizeigeschichte der Bundesrepublik und die politische Strafjustiz in der DDR.

## Leben
1944 in Tangermünde geboren und dort bei einer Tante aufgewachsen, zog Falco Werkentin 1960 nach deren Tod zu einer anderen Tante nach Berlin-Weißensee. 1961 beendete er die Polytechnische Oberschule und begann eine Lehre im VEB Funkwerk Köpenick. Später wechselte er zur Erweiterten Oberschule. Im November 1961 floh er mit einem Freund nach West-Berlin. Hier besuchte er weiter die Schule und absolvierte 1964 sein Abitur. Anschließend nahm er ein Soziologie-Studium an der Freien Universität Berlin auf und unterbrach dies für eine einjährige Tätigkeit als Heimerzieher. 1972 schloss er das Studium als Diplom-Soziologe ab und arbeitete anschließend ein Jahr als Assistent an einem Lehrstuhl für Strafrecht an der Johann Wolfgang Goethe-Universität Frankfurt am Main. 
In der Folgezeit nahm er unterschiedliche Lehraufträge an diversen Hochschulen mit den Schwerpunkten Pädagogik und Kriminologie/Kriminalsoziologie an. Politisch war er maoistisch organisiert und gehörte zeitweilig der KPD/ML an. Mit seiner ebenfalls politisch aktiven späteren Ehefrau bekam er zwei Kinder. Zwischen 1975 und 1991 war er Mitarbeiter in verschiedenen Drittmittel-Forschungsprojekten am Fachbereich Politische Wissenschaften der FU Berlin. Dort beschäftigte er sich überwiegend mit der Funktion und Rolle des staatlichen Gewaltmonopols in der Bundesrepublik. 1982 promovierte er mit einer Arbeit zur Polizeigeschichte der Bundesrepublik und arbeitete als Redakteur der Zeitschrift Bürgerrechte & Polizei/CILIP.
Ab 1991 war er mit Forschungen und Publikationen zur Justiz- und Herrschaftsgeschichte der DDR beschäftigt und arbeitete zwischenzeitlich freiberuflich (Lehre, Publizistik, Mitarbeit an der Ausstellung des Bundesministeriums der Justiz „Im Namen des Volkes? Über die Justiz im Staat der SED“). Von Juni 1993 bis 2007 war er stellvertretender Beauftragter des Landes Berlin für die Unterlagen des Staatssicherheitsdienstes der ehemaligen DDR und gehörte bis März 2010 dem Fachbeirat Archive der Bundesstiftung zur Aufarbeitung der SED-Diktatur an.

## Schriften (Auswahl)
- Die Restauration der deutschen Polizei – Innere Rüstung von 1945 bis zur Notstandsgesetzgebung, Frankfurt/Main 1984, ISBN 3-593-33426-7.
- Politische Strafjustiz in der Ära Ulbricht – Vom bekennenden Terror zur verdeckten Repression, Berlin 1997, ISBN 3-86153-150-X.
- Recht und Justiz im SED-Staat, Bonn 2000, ISBN 3-89331-344-3.
- (mit Jens Schöne): 17. Juni 1953 – Orte und Ereignisse in Ost-Berlin. Berlin 2005, ISBN 3-934085-16-4.
- Politische Strafjustiz nach dem Volksaufstand vom 17. Juni. In: Die Hinterbühne politischer Strafjustiz in den frühen Jahren der SBZ/DDR (= Schriftenreihe des Berliner Landesbeauftragten für die Unterlagen des Staatssicherheitsdienstes der ehemaligen DDR. Band 4). 2006, ISBN 978-3-934085-00-8.
- (als Herausgeber): Der Aufbau der „Grundlagen des Sozialismus“ in der DDR 1952/53. Berlin 2007, ISBN 978-3-934085-13-8.
- „Sozialismus auf dem Lande.“ Von der Bodenreform zur Zwangskollektivierung: Etappen der DDR-Landwirtschaftsentwicklung bis 1961. In: AgrarBündnis e. V. (Hrsg.): Der kritische Agrarbericht, 2011, S. 261–268.